# جردن هوروویتس
جردن هوروویتس (انگلیسی: Jordan Horowitz؛ زادهٔ ۱۰ آوریل ۱۹۸۰) تهیه‌کننده فیلم اهل ایالات متحده آمریکا است.

## فیلم‌شناسی
- ۲۰۱۰: بچه‌ها حالشان خوب است (تهیه‌کننده)
- ۲۰۱۳: شما اینجایید (تهیه‌کننده)
- ۲۰۱۶: خانم استیونز (تهیه‌کننده)
- ۲۰۱۶: لا لا لند (تهیه‌کننده)
- ۲۰۲۰: دختر ستاره ای (تهیه‌کننده)